# Закон Етвеша

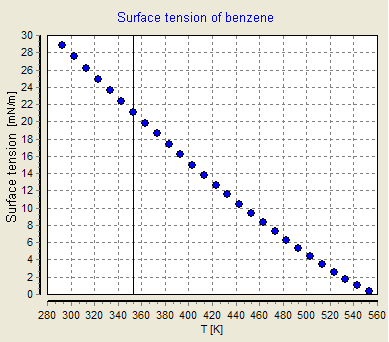
Залежність поверхневого натягу бензолу від температури

Правило Етвеша, назване так на честь угорського фізика Лоранда Етвеша (1848–1919), дає змогу визначити залежність поверхневого натягу будь-якої чистої рідини від температури. Вважається, що густина, молярна маса та критична температура відомі. У критичній точці коефіцієнт поверхневого натягу дорівнює нулю.
Перше формулювання правила Етвеша:
1. Коефіцієнт поверхневого натягу є лінійною функцією температури.
Це припущення приблизно виконується для більшості відомих рідин. Якщо збудувати графік залежності коефіцієнта поверхневого натягу від температури, можна побачити доволі пряму лінію, яка перетинає вісь абсцис при критичній температурі.
Правило Етвеша також дає залежність поверхневого натягу різних рідин по відношенню одна до одної:
2. Температурна залежність поверхневого натягу може бути зображена для всіх рідин таким чином, що дані вкладаються на одну загальну криву. Щоб зробити це треба знати або молярну масу, густину, або молярний об'єм відповідної рідини.
Слід зазначити, що дане правило носить лише емпіричний характер і не має ґрунтовного підтвердження у експериментальних даних, тому застосовування його до будь-якої рідини не є коректим.

## Правило Етвеша
Якщо V — це молярний об'єм та Tc — це критична температура рідини, то коефіцієнт поверхневого натягу σ дорівнює
{\displaystyle \sigma V^{2/3}=k(T_{c}-T)\,}
де k є константою для всіх рідин. Константа Етвеша має значення 2,1×10−7 Дж/K моль−2/3.
Більш точні значення σ можна отримати, якщо врахувати, що лінія залежності σ(T) зазвичай перетинає температурну вісь у точці  {\displaystyle T_{c}-6K}:
{\displaystyle \sigma V^{2/3}=k(T_{s}-6K-T)}
Ця формула також носить назву рівняння Рамзея і Шилдса
Молярний об'єм V можна визначити, знаючи молярну масу M та густину ρ
{\displaystyle V=M/\rho \,}
Вираз {\displaystyle \gamma V^{2/3}} часто визначають, як молярний поверхневий натяг {\displaystyle \gamma _{mol}}:
{\displaystyle \gamma _{mol}=\gamma V^{2/3}}
Корисно перетворити формулу так, щоб вона не використовувала одиниці моль−2/3. Для цього використовують число Авогадро NA :
{\displaystyle \sigma =k'\left({\frac {M}{\rho N_{A}}}\right)^{-2/3}(T_{c}-6K-T)=k'\left({\frac {N_{A}}{V}}\right)^{2/3}(T_{c}-6K-T)}
Як показали у 1940 році Джон Ленард-Джонс та Корнер за допомогою статистичної механіки, константа k' приблизно дорівнює сталій Больцмана.